# 長島 (巴哈馬)

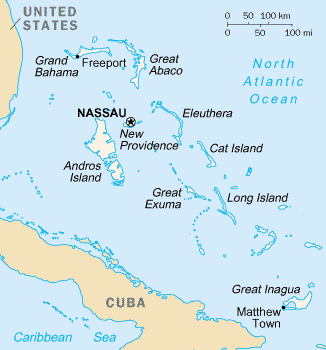

長島（英語：Long Island）是巴哈馬的島嶼，位於大西洋海域，距離首都拿骚265公里，長130公里、寬6公里，面積448平方公里，主要經濟活動有旅遊業、農業和漁業，2008年人口2,992，2022年跌至2,887。